# 1606 Jekhovsky
Az 1606 Jekhovsky (ideiglenes jelöléssel 1950 RH) a Naprendszer kisbolygóövében található aszteroida. Louis Boyer fedezte fel 1950. szeptember 14-én, Algírban.